# دانشگاه آقاخان
دانشگاه آقاخان (AKU; اردو: آغا خان یونیورسٹیهای سندی: آغا خان یونیورسٽی) یک دانشگاه خصوصی پژوهشی است که پردیس اصلی آن در کراچی پاکستان قرار دارد و دانشگاه‌ها و برنامه‌های آموزشی در کنیا، تانزانیا، اوگاندا، بریتانیا و افغانستان دارد.

## پردیس‌ها

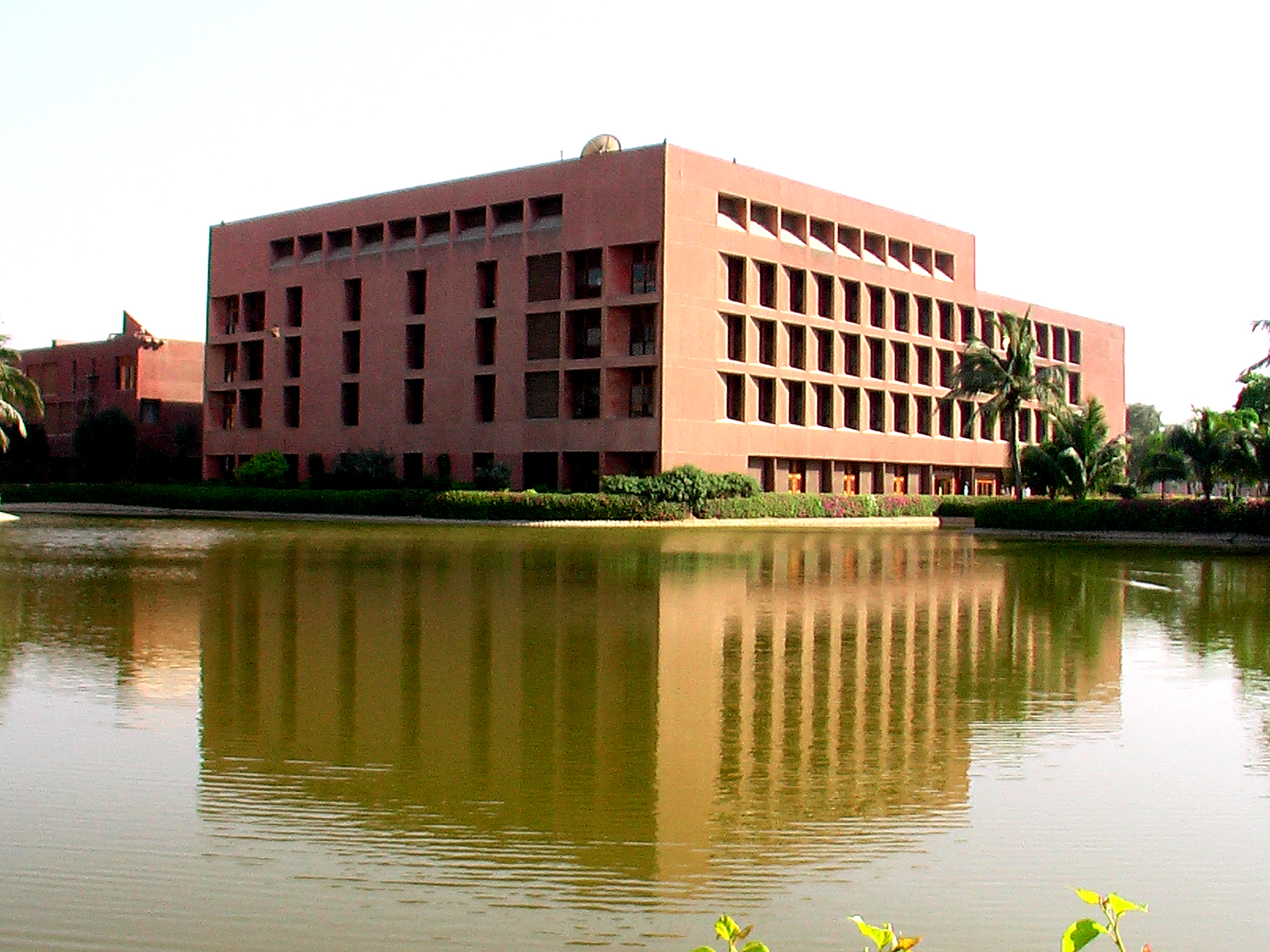
پردیس دانشگاه آقاخان کراچی.

دانشگاه آقاخان یک دانشگاه بین‌المللی با پردیس‌های فعال در آسیای مرکزی و آسیای جنوبی، دریاچه‌های بزرگ آفریقا است.